# 1332 Марконія
1332 Марконія (1332 Marconia) — астероїд головного поясу, відкритий 9 січня 1934 року.
Тіссеранів параметр щодо Юпітера — 3,219.